# Перелік закладів охорони здоров'я України
|  | Службовий список статей, створений для координації робіт з розвитку теми. Це попередження не встановлюється на інформаційні списки і глосарії. |

Перелік закладів охорони здоров'я України

## 1. Лікувально-профілактичні заклади

### 1.1. Лікарняні заклади
1.1.1. Багатопрофільні:
- Госпіталь для інвалідів війни
- Державний заклад «Республіканська клінічна лікарня Міністерства охорони здоров'я України»
- Дитяча басейнова лікарня на водному транспорті
- Дитяча лікарня (республіканська, обласна, міська, районна)
- Дитяче територіальне медичне об'єднання
- Дільнична лікарня (у тому числі сільських, селищних та міських рад)
- Лікарня (республіканська, обласна, центральна міська, міська, центральна районна, районна)
- Лікарня на водному транспорті (центральна, басейнова, басейнова, портова)
- Лікарня на залізничному транспорті (центральна, дорожня, відділкова, вузлова, лінійна, дитяча)
- Лікарня нафтопереробної промисловості України
- Лікарня професійних захворювань
- Лікувально-діагностичний центр
- Медико-санітарна частина (у тому числі спеціалізована)
- Медичний центр (різного профілю)
- Міська лікарня швидкої медичної допомоги
- Перинатальний центр зі стаціонаром
- Пологовий будинок (обласний, міський, районний)
- Студентська лікарня (обласна, міська)
- Територіальне медичне об'єднання
- Українська дитяча спеціалізована лікарня «Охматдит»
- Українська психіатрична лікарня з інтенсивним (суворим) наглядом
- Український госпіталь для воїнів-інтернаціоналістів Український державний медико-соціальний центр ветеранів війни

1.1.2. Однопрофільні:
- Дерматовенерологічна лікарня
- Інфекційна лікарня
- Косметологічна лікарня
- Лікарня відновного лікування
- Наркологічна лікарня
- Наркологічний диспансер
- Онкологічний диспансер
- Отоларингологічна лікарня
- Офтальмологічна лікарня
- Протитуберкульозний диспансер
- Психіатрична лікарня
- Психіатричний диспансер
- Психоневрологічна лікарня
- Травматологічна лікарня
- Туберкульозна лікарня
- Фізіотерапевтична лікарня
- Шкірно-венерологічний диспансер

1.1.3. Спеціалізовані:
- Гастроентерологічний диспансер
- Дерматовенерологічна лікарня (у тому числі дитяча)
- Дитячий кардіоревматологічний диспансер
- Ендокринологічний диспансер
- Інфекційна лікарня (у тому числі дитяча)
- Кардіологічний диспансер
- Косметологічна лікарня
- Лікарня відновного лікування (у тому числі дитяча)
- Лікарсько-фізкультурний диспансер
- Наркологічний диспансер
- Онкологічний диспансер
- Отоларингологічна лікарня
- Офтальмологічна лікарня
- Протитуберкульозний диспансер
- Психіатрична лікарня (у тому числі дитяча)
- Психіатричний диспансер
- Психоневрологічний диспансер
- Травматологічна лікарня
- Трахоматозний диспансер
- Туберкульозна лікарня (у тому числі дитяча)
- Фізіотерапевтична лікарня
- Центр з профілактики та боротьби зі СНІДом
- Центр реабілітації дітей з органічним ураженням нервової системи
- Шкірно-венерологічний диспансер

1.1.4. Особливого типу:
- Лікарня «Хоспіс» (республіканська, обласна, міська, районна)
- Обласне дитяче патолого-анатомічне бюро
- Патолого-анатомічне бюро (республіканське, обласне, міське)
- Патолого-анатомічний центр України
- Спеціалізований диспансер радіаційного захисту населення (Український, республіканський, обласний, міський)
- Спеціалізована поліклініка Українського науково-дослідного протичумного інституту ім. І. І. Мечнікова
- Українська алергологічна лікарня
- Український лепрозорій
- Центр реабілітації репродуктивної функції людини (республіканський, обласний)

### 1.2. Амбулаторно-поліклінічні заклади
- Амбулаторія
- Амбулаторія загальної практики — сімейної медицини
- Басейнова стоматологічна поліклініка
- Дитяча міська поліклініка
- Дитяча стоматологічна поліклініка (обласна, міська, районна)
- Діагностичний центр (різного профілю)
- Жіноча консультація
- Іллічівська стоматологічна поліклініка Іллічівської басейнової лікарні на водному транспорті
- Київська центральна басейнова стоматологічна поліклініка МОЗ України
- Консультація «Шлюб і сім'я»
- Лінійна амбулаторія на залізничному транспорті
- Наркологічна амбулаторія
- Поліклініка (центральна міська, міська, центральна районна)
- Поліклініка на водному транспорті (центральна, басейнова, портова)
- Поліклініка на залізничному транспорті (центральна, дорожня, відділкова, вузлова, лінійна)
- Пункт охорони здоров'я (здоровпункт)
- Сільська лікарська амбулаторія (у тому числі сільських та селищних рад)
- Стоматологічна поліклініка (обласна, міська, районна)
- Стоматологічна поліклініка МОЗ України при Національному медуніверситеті
- Стоматологічна поліклініка при Львівському медуніверситеті
- Студентська поліклініка (обласна, міська)
- Фельдшерський пункт (у тому числі сільських та селищних рад)
- Фельдшерсько-акушерський пункт (у тому числі сільських та селищних рад)
- Фізіотерапевтична поліклініка Центр планування сім'ї та репродукції людини

### 1.3. Заклади переливання крові, швидкої та екстреної медичної допомоги
- Обласний центр екстреної медичної допомоги та медицини катастроф
- Республіканський територіальний центр екстреної медичної допомоги
- Станція переливання крові (республіканська, обласна, міська)
- Станція швидкої медичної допомоги
- Українська станція виїзної екстреної консультативної медичної допомоги
- Центр заготівлі та переробки плазми (республіканський, обласний, міський, районний)
- Центр служби крові (республіканський, обласний, міський)

### 1.4. Санаторно-курортні заклади
- Бальнеологічна лікарня (у тому числі дитяча)
- Грязелікарня (у тому числі дитяча)
- Дитячий оздоровчий центр
- Курортна поліклініка
- Міжнародний дитячий медичний центр
- Санаторій (у тому числі дитячий, однопрофільний, багатопрофільний, спеціалізований)
- Санаторій для дітей з батьками Санаторій-профілакторій

## 2. Санітарно-профілактичні заклади

### 2.1. Санітарно-епідеміологічні заклади
- Дезінфекційна станція з профілактичної дезінфекції
- Дезінфекційна станція (обласна, міська)
- Об'єднання (підприємство) "Профдезінфекція" (обласне, міське)
- Об'єднання "Меддезінфекція" (обласне, міське)
- Протичумна станція
- Санітарно-епідеміологічна станція (центральна, республіканська, обласна, міська, міжрайонна, районна)
- Санітарно-епідеміологічна станція на водному транспорті (центральна, басейнова, портова)
- Санітарно-епідеміологічна станція на залізничному транспорті (центральна, на залізницях, лінійна)
- Санітарно-епідеміологічна станція об'єкта з особливим режимом роботи
- Центральна санітарно-епідеміологічна станція на повітряному транспорті

### 2.2. Заклади санітарної просвіти
- Центр здоров'я (Український, республіканський, обласний, міський, районний)

## 3. Фармацевтичні (аптечні) заклади
- Аптека
- Аптечна база (склад)
- База (склад) медичної техніки
- База спеціального медичного постачання (центральна, республіканська, обласна)
- Контрольно-аналітична лабораторія
- Лабораторія з аналізу якості лікарських засобів
- Магазин (медичної техніки, медичної оптики)

## 4. Інші заклади
- Бюро судово-медичної експертизи (республіканське, обласне, міське)
- Головне бюро судово-медичної експертизи України
- Інформаційно-аналітичний центр медичної статистики
- Молочна кухня
- Центр медичної статистики МОЗ України
- Інфірмерія

## 5. Заклади медико-соціального захисту
- Будинок дитини (обласний, міський, районний)
- Обласний центр (бюро) медико-соціальної експертизи